# 阿爾布雷希特·馮·施托施
阿爾布雷希特·馮·施托施（德語：Albrecht von Stosch，1818年4月20日—1896年2月29日）是一位德意志帝國的將領，最高軍階為步兵上將和海軍上將，於1872年至1883年擔任帝國海軍部部長，是德國統一後第一位海軍最高領導人，對德國海軍的早期發展影響甚切。

## 生平
施托施於1818年4月20日出生在普魯士王國的科布倫茲，於1835年加入普魯士陸軍，後在1839年至1842年就讀戰爭學院，接觸多種參謀作業。在早年的軍事生涯中，施托施就對海軍事務有一定的興趣，1841年在派往但澤期間任職砲兵單位，為沿海防禦發表過《論普法戰爭中的普魯士海岸》一論文。1866年，施托施晉升少將，在普奧戰爭期間當時還是王儲的弗里德里希·威廉，並任其手下第2軍團副參謀長（軍需官）。戰後，施托施轉任戰爭部職務，1870年晉升中將。普法戰爭後，施托施任法國佔領軍司令埃德溫·馮·曼陀菲爾男爵的參謀長，之後又任代理司令。
德國於1871年統一後，各邦國海軍重新整合為帝國海軍，而1872年1月，施托施擔任了帝國海軍最高指揮機關「帝國海軍部」的首任部長，此項任命倍受爭議，當時原一直掌握海軍指揮權的阿達爾貝特親王副手愛德華·馮·傑克曼亦表達出任該職的意願，但陸軍出身的施托施最終就任該職。1875年9月，施托施晉升為步兵上將，同時也獲得海軍上將的軍階。
施托施任內對海軍進行大規模的改組，以普魯士軍官團的模式裁去不具備貴族背景或頭銜的海軍軍官，整肅了早期海軍中絕大多數有商船服務背景的成員，並在議會中聲明「在他領導下海軍發展是有限度的」、「德國的軍事力量來自陸軍」，但仍提出過數個造艦計畫，並與工商界交往密切，是首開此先例的海軍指揮官。在施托施的領導下，海軍也逐漸不再仰賴國外的供應商，走向自主之路、建立起數個海外基地，並成為僅次於英法兩國的世界第三大海軍國，但在船艦裝備方面有著陳舊過時的問題。
1883年3月20日，施托施因政治因素自請離職。1896年施托施在莱茵高逝世，享年77歲，在智利有一個無人島以他命名，名為斯托什島。

## 資料來源
1. ↑  （中文）Lawrence Sondhaus. . 北京艺术与科学电子出版社. 2013: 100. ISBN 978-7-89429-177-6.
2. ↑  （中文）Lawrence Sondhaus. . 北京艺术与科学电子出版社. 2013: 104–112、140. ISBN 978-7-89429-177-6.

| 官衔            | 官衔                                      | 官衔                        |
| --------------- | ----------------------------------------- | --------------------------- |
| 前任： 新設單位 | 帝國海軍部部長 1872年1月1日–1883年3月20日 | 繼任： 列奧·馮·卡普里維中將 |